# Olympische Jugend-Winterspiele 2024/Teilnehmer (Nordmazedonien)
| Gelbes Symbol für Goldmedaillen mit stilisierten Olympischen Ringen | Graues Symbol für Silbermedaillen mit stilisierten Olympischen Ringen | Braundes Symbol für Bronzemedaillen mit stilisierten Olympischen Ringen |
| ------------------------------------------------------------------- | --------------------------------------------------------------------- | ----------------------------------------------------------------------- |
| —                                                                   | —                                                                     | —                                                                       |

Nordmazedonien nahm mit 4 Athleten (2 pro Geschlecht) an den Olympischen Jugend-Winterspielen 2024 in der südkoreanischen Provinz Gangwon teil.

## Teilnehmer nach Sportart

### Biathlon
| Athleten           | Wettbewerbe    | Zeit        | Fehler       | Rang |
| ------------------ | -------------- | ----------- | ------------ | ---- |
| Frauen             |                |             |              |      |
| Andrijana Kajevska | 6 km Sprint    | 40:12,9 min | 7 (2+5)      | 93   |
| Andrijana Kajevska | 10 km Einzel   | 1:09:34,2 h | 12 (3+3+4+2) | 97   |
| Männer             |                |             |              |      |
| Blagoja Najdenoski | 7,5 km Sprint  | 27:46,6 min | 4 (2+2)      | 83   |
| Blagoja Najdenoski | 12,5 km Einzel | 56:39,5 min | 9 (2+2+4+1)  | 90   |

### Skilanglauf
| Athleten       | Wettbewerb       | Zeit        | Rang |
| -------------- | ---------------- | ----------- | ---- |
| Männer         |                  |             |      |
| David Torevski | 7,5 km klassisch | 25:58,2 min | 70   |

| Athleten          | Wettbewerb      | Qualifikation | Qualifikation | Viertelfinale | Viertelfinale | Halbfinale    | Halbfinale    | Finale        | Finale        | Rang |
| Athleten          | Wettbewerb      | Zeit          | Rang          | Zeit          | Rang          | Zeit          | Rang          | Zeit          | Rang          | Rang |
| ----------------- | --------------- | ------------- | ------------- | ------------- | ------------- | ------------- | ------------- | ------------- | ------------- | ---- |
| Frauen            |                 |               |               |               |               |               |               |               |               |      |
| Mateja Trajkovska | Sprint Freistil | 5:08,59 min   | 75            | ausgeschieden | ausgeschieden | ausgeschieden | ausgeschieden | ausgeschieden | ausgeschieden | 75   |
| Männer            |                 |               |               |               |               |               |               |               |               |      |
| David Torevski    | Sprint Freistil | 3:39,01 min   | 66            | ausgeschieden | ausgeschieden | ausgeschieden | ausgeschieden | ausgeschieden | ausgeschieden | 65   |